# 飯繩權現

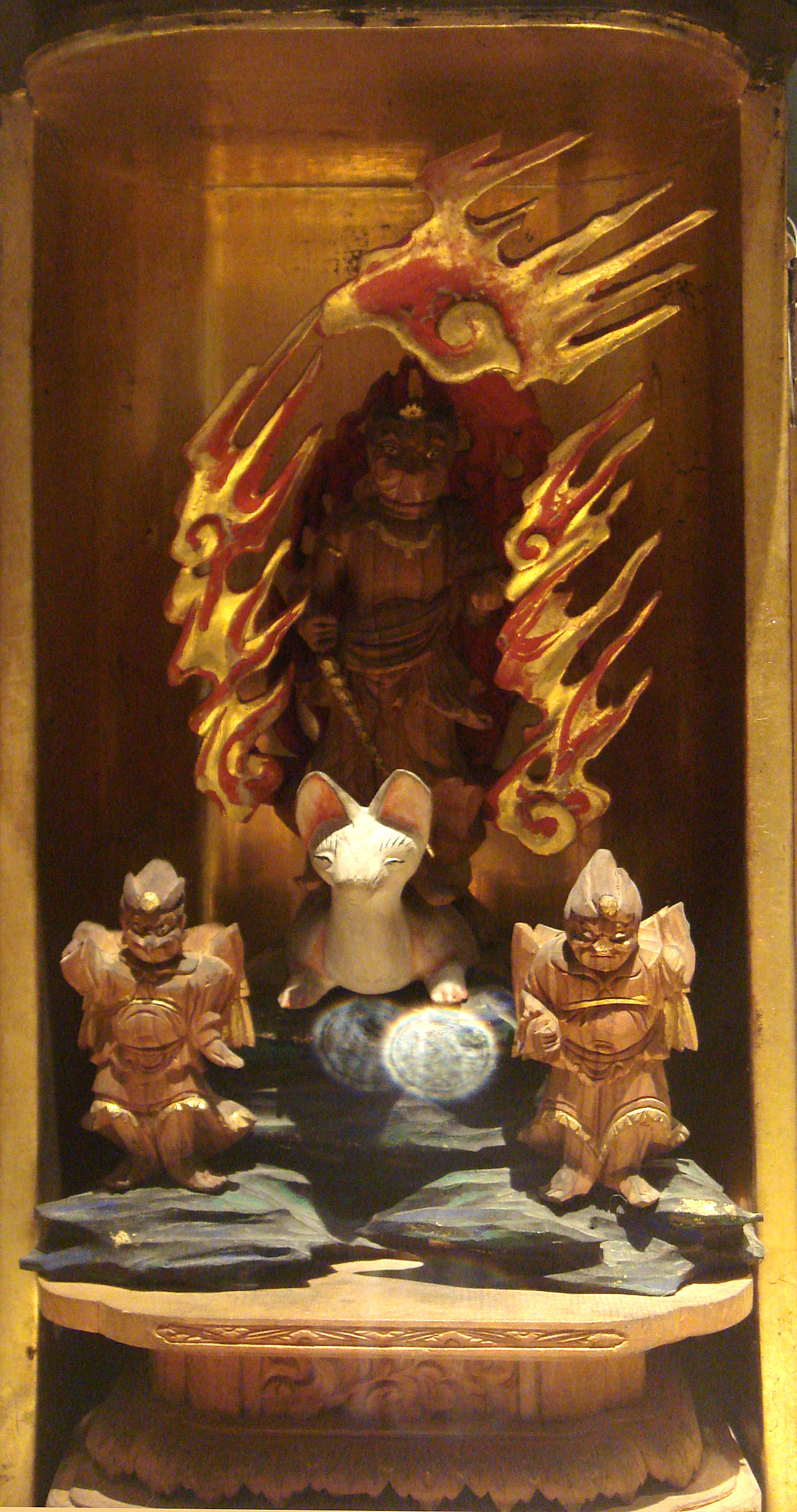
飯繩權現

飯繩權現（日语：いづなごんげん或いいづなごんげん）是源自對信濃國上水內郡（今長野縣）飯繩山（飯綱山）的山岳信仰的神佛習合之權現，被視為不動明王的化身。別稱為飯綱權現、飯繩明神等。

## 概要
形象多是乘白狐、持劍剣和索的烏天狗，並且有蛇纏繞五體或白狐。一般被視為戰勝之神，所以受到足利義滿、上杉謙信、武田信玄等中世武将的深厚信仰，特別以上杉謙信的兜之前立的飯繩權現像最有名。
現在以信州的飯繩神社、東京都的高尾山藥王院等，特別在關東以北信仰最為盛行。

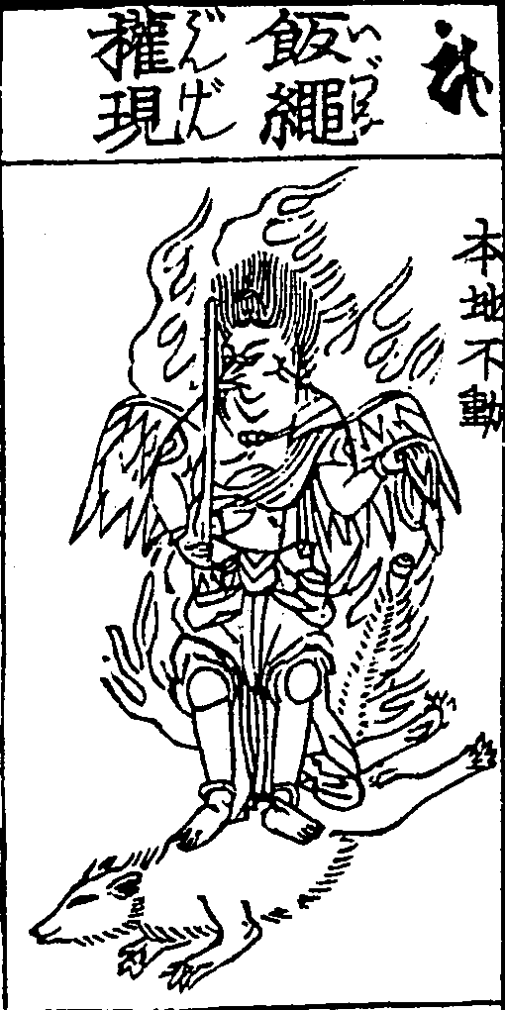
飯繩權現 佛像圖彙（1783年）
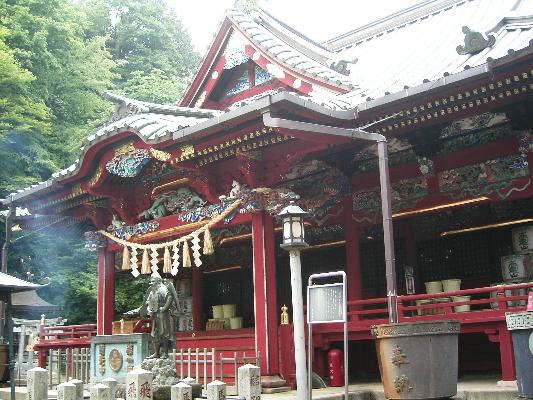
高尾山藥王院權現堂

## 內部連結
- 飯綱
- 飯繩山
- 管狐
- 荼枳尼天
- 稻荷神